# Aliquli Jabbadar

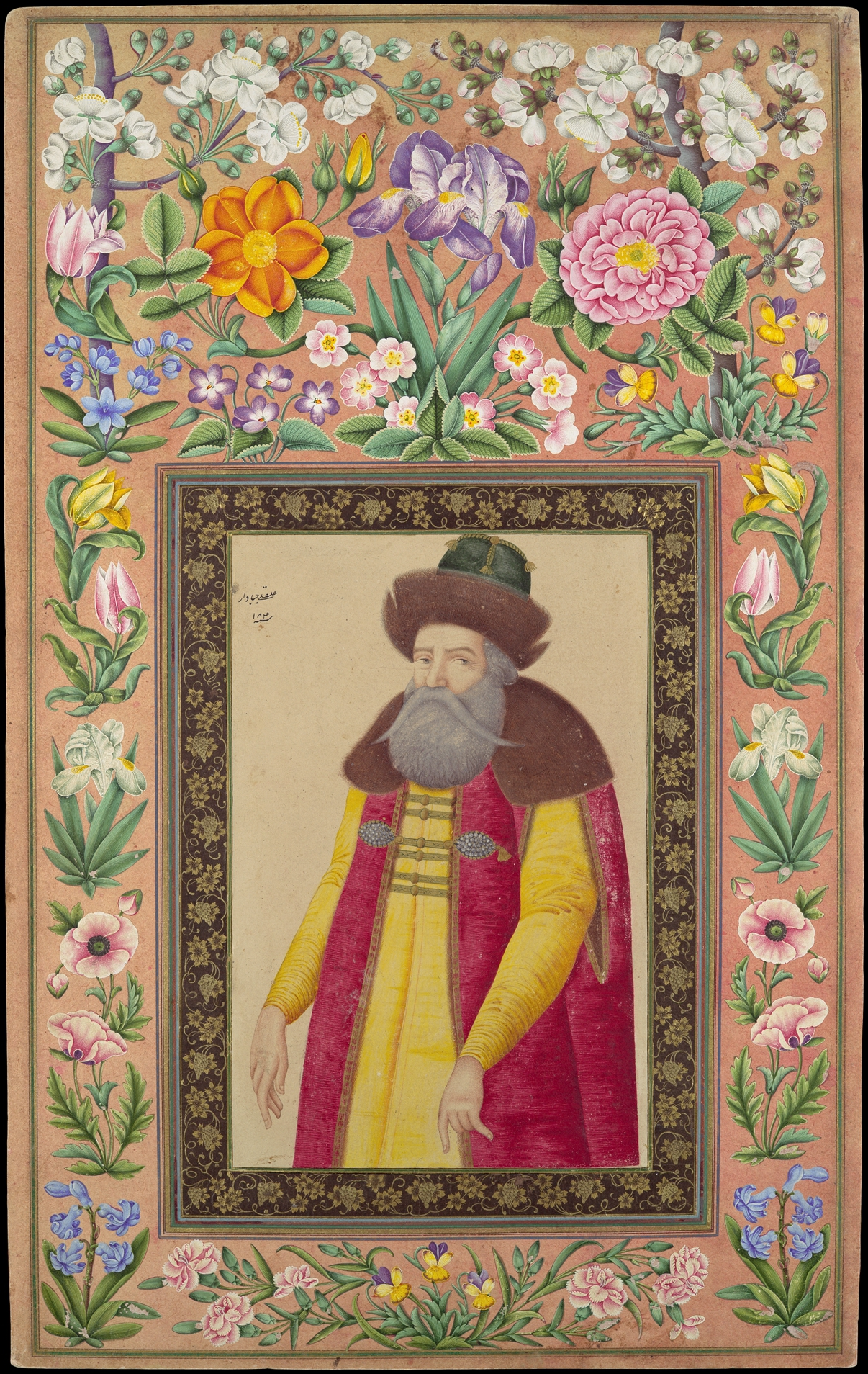
Retrato del Embajador de Rusia, el Príncipe Andrey Priklonskiy, Folio del Álbum de Davis - 1673

Aliquli Jabbadar ('Alī-qolī Jabbadār) (fl. 1666 – 1694) fue un artista iraní, uno de los primeros en incorporar influencias europeas en la pintura en miniatura tradicional de la era Safávida. Es conocido por sus escenas de la vida cortesana safávida, especialmente por su cuidadosa interpretación del entorno físico y de los detalles de la vestimenta.
Su nombre aparece en varias miniaturas que datan del siglo XVII, incluidas cuatro del Museo Estatal del Hermitage en Rusia y cuatro del Museo Metropolitano de Arte de los Estados Unidos. En una de las firmas, el artista se refiere a sí mismo como farangi, "el franco", una referencia a su origen europeo, o más probablemente, georgiano y cristiano. Además, dos de sus cuadros llevan inscripciones georgianas. También se refirió a sí mismo como ghulāmzāda-i qadimi ("antiguo esclavo"), Bey ("señor"), naqqash-bashi y jabbadār ("guardián de la armería"), lo que sugiere que él era uno de los Ghulam, que ascendieron en la corte safávida.